# Ziegelhütte (Mitterfels)
Die Einöde Ziegelhütte war ein früherer Ortsteil von Mitterfels nördlich von Wollersdorf und südwestlich von Eisenhart.
In einer Kartendarstellung und der zugehörigen textlichen Erläuterung aus der Zeit um 1829 wird in Mitterfels der Ort Ziegelhütte als Wohnort mit einem Haus und einer Ziegelhütte aufgeführt. Belege für die Zeit vor 1820 fehlen, ebenso wie Nachweise in späteren Zeiträumen.
Einfache Anlagen zur Ziegelproduktion in Feldbrandziegeleien wurden damals Ziegelhütte bezeichnet.